# 9000 (số)
9000 (chín nghìn, hay chín ngàn) là một số tự nhiên ngay sau 8999 và ngay trước 9001.